# جودي فينتر (مجدفة)
جودي فينتر (بالإنجليزية: Jodi Winter)‏ هي مجدفة أسترالية، ولدت في 28 يونيو 1976 في سيدني في أستراليا.

## وصلات خارجية
- جودي فينتر على موقع الاتحاد الدولي للتجديف (الإنجليزية)
- جودي فينتر على موقع اللجنة الأولمبية الدولية (الإنجليزية)
- جودي فينتر على موقع أوليمبيديا (الإنجليزية)
- جودي فينتر على موقع اللجنة الأولمبية الأسترالية (الإنجليزية)